# Persone di nome Frans
| Questa pagina contiene informazioni ricavate automaticamente dalle voci biografiche con l'ausilio del template Bio e di un bot. L'aggiornamento è periodico e automatico e ricostruisce completamente la pagina. Se manca una persona in questa lista, sei pregato di non aggiungerla, ma accertati piuttosto che la sua voce biografica contenga il template Bio e che i dati anagrafici siano correttamente compilati. Se il template Bio manca, inseriscilo tu stesso o, in alternativa, metti l'avviso {{tmp\|Bio}} che ne segnala la mancanza. Se i dati riportati sono sbagliati, correggi direttamente la voce biografica; le modifiche saranno visibili in questa lista entro pochi giorni. Per chiarimenti vedi il progetto antroponimi. La lista contiene solo le 78 persone che sono citate nell'enciclopedia e per le quali è stato implementato correttamente il template Bio. Pagina aggiornata al 7 apr 2025. |

Questa è una lista di persone presenti nell'enciclopedia che hanno il nome Frans, suddivise per attività principale.

## Allenatori di calcio(2)
- Frans van Balkom, allenatore di calcio e calciatore olandese (Kerkrade, n. 1939 - Schin op Geul, † 2015)
- Frans Thijssen, allenatore di calcio e ex calciatore olandese (Malden, n. 1952)

## Arbitri di calcio(1)
- Frans van den Wijngaert, ex arbitro di calcio belga (Anversa, n. 1950)

## Archeologi(1)
- Frans Blom, archeologo e esploratore danese (Copenaghen, n. 1893 - San Cristóbal de Las Casas, † 1963)

## Architetti(1)
- Frans Geffels, architetto e pittore fiammingo (Anversa, n. 1625 - † 1694)

## Arcivescovi cattolici(1)
- Frans Daneels, arcivescovo cattolico belga (Kapellen, n. 1941)

## Botanici(1)
- Frans Reinhold Kjellman, botanico e esploratore svedese (n. 1846 - † 1907)

## Calciatori(9)
- Frans Ananias, ex calciatore namibiano (n. 1972)
- Frans Bouwmeester, ex calciatore olandese (Breda, n. 1940)
- Frans Dhia Putros, calciatore danese (Aarhus, n. 1993)
- Frans Geurtsen, calciatore olandese (Utrecht, n. 1942 - Alkmaar, † 2015)
- Frans Gommers, calciatore belga (Anversa, n. 1917 - † 1996)
- Frans Hu Kon, calciatore indonesiano (n. 1917)
- Frans Krätzig, calciatore tedesco (Norimberga, n. 2003)
- Frans Alfred Meeng, calciatore indonesiano (n. 1910 - † 1944)
- Frans de Munck, calciatore e allenatore di calcio olandese (Goes, n. 1922 - Arnhem, † 2010)

## Cantanti(3)
- Frans Bauer, cantante olandese (Roosendaal, n. 1973)
- Frans Haraldsen, cantante svedese (Tyresö, n. 1976)
- Frans Jeppsson Wall, cantante svedese (Ystad, n. 1998)

## Cestisti(2)
- Frans Houben, ex cestista olandese (Heerlen, n. 1968)
- Frans Steyn, ex cestista sudafricano (Pretoria, n. 1982)

## Ciclisti su strada(10)
- Frans Aerenhouts, ciclista su strada belga (Wilrijk, n. 1937 - Wilrijk, † 2022)
- Frans Bonduel, ciclista su strada belga (Baasrode, n. 1907 - Baasrode, † 1998)
- Frans Brands, ciclista su strada belga (Berendrecht, n. 1940 - Blankenberge, † 2008)
- Frans De Mulder, ciclista su strada belga (Kruishoutem, n. 1937 - Deinze, † 2001)
- Frans Kerremans, ex ciclista su strada e pistard belga (Dendermonde, n. 1947)
- Frans Mahn, ciclista su strada olandese (Amsterdam, n. 1933 - Hoofddorp, † 1995)
- Frans Melckenbeeck, ciclista su strada belga (Lede, n. 1940)
- Frans Mintjens, ex ciclista su strada belga (Westmalle, n. 1946)
- Frans Van Hellemont, ciclista su strada e ciclocrossista belga (Tielt-Winge, n. 1917 - Tienen, † 1986)
- Frans Verbeeck, ex ciclista su strada belga (Langdorp, n. 1941)

## Collezionisti d'arte(1)
- Frans Jacob Otto Boymans, collezionista d'arte olandese (Maastricht, n. 1767 - Utrecht, † 1847)

## Compositori(1)
- Oskar Merikanto, compositore, pianista e organista finlandese (Helsinki, n. 1868 - Hausjärvi, † 1924)

## Diplomatici(1)
- Frans Weisglas, diplomatico, funzionario e politico olandese (L'Aia, n. 1946)

## Disc jockey(1)
- Alle Farben, disc jockey e produttore discografico tedesco (Berlino, n. 1985)

## Discoboli(1)
- Ville Pörhölä, discobolo, martellista e pesista finlandese (Rauma, n. 1897 - Oulu, † 1964)

## Fisici(1)
- Frans Michel Penning, fisico olandese (Gorinchem, n. 1894 - Utrecht, † 1953)

## Flautisti(1)
- Frans Brüggen, flautista e direttore d'orchestra olandese (Amsterdam, n. 1934 - Amsterdam, † 2014)

## Hockeisti su ghiaccio(1)
- Frans Nielsen, hockeista su ghiaccio danese (Herning, n. 1984)

## Imprenditori(1)
- Frans Indongo, imprenditore namibiano (Ongwediva, n. 1936)

## Lunghisti(1)
- Frans Maas, ex lunghista olandese (Bergen-op-Zoom, n. 1964)

## Matematici(1)
- Frans van Schooten, matematico olandese (Leida, n. 1615 - Leida, † 1660)

## Missionari(1)
- Frans van der Hoff, missionario olandese (De Rips, n. 1939 - Ciudad Ixtepec, † 2024)

## Pallanuotisti(2)
- Åke Nauman, pallanuotista svedese (Stoccolma, n. 1908 - Stoccolma, † 1995)
- Theodor Nauman, pallanuotista svedese (Stoccolma, n. 1885 - Stoccolma, † 1947)

## Pittori(23)
- Frans Boudewijns, pittore e disegnatore fiammingo (Bruxelles, n. 1682 - Bruxelles, † 1767)
- Frans van de Casteele, pittore e miniaturista fiammingo (Bruxelles, n. 1540 - Roma, † 1621)
- Frans Denys, pittore fiammingo (Anversa - Mantova, † 1670)
- Frans Depooter, pittore belga (Mons, n. 1898 - Maffe, † 1987)
- Frans Floris, pittore fiammingo (Anversa, n. 1517 - † 1570)
- Frans Francken I, pittore e disegnatore fiammingo (Herentals, n. 1542 - Anversa, † 1616)
- Frans Francken II, pittore e disegnatore fiammingo (Anversa, n. 1581 - Anversa, † 1642)
- Frans Francken III, pittore fiammingo (Anversa, n. 1607 - Anversa, † 1667)
- Frans de Grebber, pittore olandese (Haarlem, n. 1573 - Haarlem, † 1643)
- Frans Greenwood, pittore e incisore olandese (Rotterdam, n. 1680 - Dordrecht, † 1763)
- Frans Hals, pittore olandese (Anversa, n. 1580 - Haarlem, † 1666)
- Frans Hogenberg, pittore tedesco (Mechelen, n. 1535 - Colonia, † 1590)
- Frans Masereel, pittore e illustratore belga (Blankenberge, n. 1889 - Avignone, † 1972)
- Frans van Mieris il Vecchio, pittore olandese (Leida, n. 1635 - Leida, † 1681)
- Frans Post, pittore olandese (Haarlem - Haarlem, † 1680)
- Frans Pourbus il Giovane, pittore fiammingo (Anversa, n. 1569 - Parigi, † 1622)
- Frans Pourbus il Vecchio, pittore fiammingo (Bruges, n. 1545 - Anversa, † 1581)
- Frans Snyders, pittore fiammingo (Anversa, n. 1579 - Anversa, † 1657)
- Frans van Stampart, pittore, incisore e editore fiammingo (Anversa, n. 1675 - Vienna, † 1750)
- Frans Vervloet, pittore belga (Mechelen, n. 1795 - Venezia, † 1872)
- Frans Withoos, pittore e illustratore olandese (Amersfoort - Hoorn, † 1705)
- Frans Wouters, pittore fiammingo (Lier, n. 1612 - Anversa, † 1659)
- Frans Ykens, pittore fiammingo (Anversa, n. 1601 - Bruxelles, † 1693)

## Politici(2)
- Frans Banning Cocq, politico olandese (n. 1600)
- Frans Adam van der Duyn van Maasdam, politico olandese (Deventer, n. 1771 - L'Aia, † 1848)

## Presbiteri(1)
- Frans van der Lugt, presbitero olandese (L'Aia, n. 1938 - Homs, † 2014)

## Scrittori(5)
- Frans G. Bengtsson, scrittore, poeta e saggista svedese (Tossjö, n. 1894 - Ribbingsfors Manor, † 1954)
- Frans Michael Franzén, scrittore svedese (Uleåborg, n. 1772 - Härnösand, † 1847)
- Frans Sammut, scrittore, saggista e drammaturgo maltese (Haz-Zebbug, n. 1945 - † 2011)
- Frans Eemil Sillanpää, scrittore finlandese (Hämeenkyrö, n. 1888 - Helsinki, † 1964)
- Frans de Potter, scrittore belga (Gand, n. 1834 - † 1904)

## Scultori(1)
- Francesco Janssens, scultore fiammingo (Anversa)

## Vescovi cattolici(1)
- Frans van de Velde, vescovo cattolico e teologo olandese (Son, n. 1506 - Anversa, † 1576)